# Хинтертукс
Хинтертукс (нем. Hintertux) — ледник в австрийских Альпах на вершине одноимённой горы высотой 3250 м, известный горнолыжный курорт с круглогодичным катанием.
Ледник расположен в конце долины Циллерталь, практически замыкая её. Название ледника переводится с немецкого «за горкой» и связано, по-видимому, с тем, что по отношению к долине ледник находится за небольшим перевалом. На восточном склоне ледника расположена горнолыжная зона катания. С 1968 года на леднике действует первая в Тироле круглогодичная зона катания.
Характеристики зоны катания:
- Зона катания — 1500—3250 м
- Перепад высот — 1750 м
- Трассы — более 17
- Синие трассы (для начинающих) — 35 %
- Красные трассы (средней сложности) — 55 %
- Чёрные трассы (сложные) — 10 %
- Общая протяжённость трасс — около 86 км (летом открыто — 18 км)
- Максимально возможная длина спуска — до 12 км при перепаде 1750 м
- Подъёмники — 32
- Кресельные — 12
- Бугельные — 16
- Гондольные/фуникулёры — 4
- Общая площадь катания — 89 га
- Площадь искусственного оснежения — 15 %
- Сноуборд — фан-парк/хафпайп (120 м)
- Трассы для беговых лыж — 18 км